# Џулија Савала
Џулиа Савала (енгл. Julia Sawalha; Лондон, 9. септембар 1968) је енглеска глумица позната по улогама у ТВ серијама као што су Press Gang, Absolutely Fabolous и Lark Rise to Candleford. 

## Младост и образовање
Џулиа Савала је рођена у дистрикту Ванзворт Таун у Лондону 9. септембра 1968. године. Њен отац је Надим Савала, британско-јордански глумац. Џулиа Савала је похађала Theatre Arts School, самосталну школу која делује у саставу глумачке академије Italia Conti Academy of Theatre Arts. Завршила је школовање са петнаест годинa.

## Глумачка каријера
Џулиа Савала је дебитовала 1982. године у ТВ серији Fame is the Spurу производњи медијске куће BBC. Имала је мање улоге у ТВ серијама Educating Marmalade (1982. године)и Inspector Morse(1988. године), а пажњу телевизијске публике је привукла главном улогом у награђиваној тинејџерској серији Press Gang која се емитовала од 1989. до 1993. године.
Од 1991. до 1994. године тумачила је лик Хане у хумористичкој ТВ серији Second Thoughts, да би у ТВ серији Faith in the Future, која се приказивала од 1995. до 1998. наставила да тумачи исти лик. 
У периоду од 1992. до 2012. године тумачила је лик ригорозне Сафрон Монсун у породичној ТВ серији Absolutely Fabulous у производњи медијске куће BBC.
У анимираном филму Chicken Run из 2000. године позајмила је глас главној јунакињи Џинџер. Исте године појавила се у првој сезони ТВ серије Time Gentlemen Pleaseу улози шанкерице Џенет.
Следеће године је глумила у романтичној комедији Venus and Mars, а 2002. године имала је улогу у драми The Final Curtain. 
У криминалистичкој ТВ серији Jonathan Creekпрви пут се појавила 2001. године у специјалној божићној епизоди, да би се овој ТВ серији вратила током 2003. и 2004. године у још шест епизода.  
Појавила се у трећој сезони документарне серије Who Do You Think You Are?која је емитована 2006. године. Тема ове серије је истраживање породичне историје и породичних корена, па је тако Џулиа Савала у овој серији истражила очево порекло које сеже до јорданских Бедуина, те мајчино порекло које води до Хугенота који су у XVII веку избегли са подручја Нормандије на тло данашње Велике Британије.
Следеће године (2007) се такмичила у риалити ТВ серији The Underdog Showса још неколико познатих личности, а такође се исте године појавила у пет епизода ТВ серије Cranford. 
Од 2008. до 2011. године тумачила је лик Доркас Лејн у четрдесет епизода костимиране ТВ серије Lark Rise to Candleford. 
Године 2014. глумила је у троделној хорор ТВ мини-серији Remember Me, а 2016. се појавила у једној епизоди крими ТВ серије Midsommer Murders, као и у филму Absolutely Fabolous: The Movie, где је поново тумачила лик Сафрон Монсун.  
Џулиа Савала је такође позајмљивала глас ликовима из видео игара. Године 2008. је позајмила глас главној јунакињи видео игре Fable II, а 2020. је својим гласом допринела видео игри World of  Warcraft: Shadowlands.

## Избор из филмографије

### Улоге у филмовима
- 1991. - Buddy’s Song [2] (у улози Кели)
- 1995. - In the Bleak Midwinter (у улози Нине Рејмонд)
- 2000. - Chicken Run (глас за Џинџер)
- 2001. - Venus and Mars (у улози Мери)
- 2002. - The Final Curtain (у улози Карен Вилет)
- 2016. - Absolutely Fabulous [3]: The Movie (у улози Сафрон Монсун)

#### Улоге у ТВ серијама
- 1982. - Fame is the Spur (у улози Ејми)
- 1982. - Educating Marmalade (у улози добре девојчице)
- 1988. - Inspector Morse (у улози Рејчел)
- 1989. - 1993. - Press Gang (у улози Линде Деј)
- 1990. - Spatz (у улози Клои Фербенкс)
- 1991. - 1994. - Second Thoughts (у улози Хане Грејшот)
- 1992. - 2012. - Absolutely Fabulous (у улози Сафрон Монсун)
- 1994. - Martin Chuzzlewitt (у улози Мерси Пексниф)
- 1995. - Pride and Prejudice (у улози Лидије Бенет)
- 1995. - 1998. - Faith in the Future (у улози Хане Грејшот)
- 1999. - Doctor Who: The Curse of Fatal Death (у улози Еме)
- 2000. - Sheeep (глас за Џорџину)
- 2000. - 2001. - The Gentlemen Please (у улози Џенет Вилсон)
- 2001. - 2004. - Jonathan Creek (у улози Карле Борего)
- 2007. - Cranford (у улози Џеси Браун)
- 2008. - 2011. - Lark Rise to Candleford (у улози Доркас Лејн)
- 2014. - Remember Me (у улози Џен Ворд)
- 2016. - Midsommer Murders (у улози Пени Хендерсон)